# English Rain
«English Rain» — дебютний студійний альбом британської співачки і автора-виконавця Габріель Аплін. Реліз відбувся 13 травня 2013 року, після того, як раніше в 2012 році був виданий мініальбом «Home».
Також це перший реліз співачки, який вийшов на лейблі Parlophone.
Альбом «English Rain» посів друге місце в UK Albums Chart, розійшовшись тиражем у понад 35 000 копій. Пізніше він отримав статус «золотого», розійшовшись тиражем в 100 000 копій.

## Успіх
Відгуки критиків
Альбом в цілому добре був сприйнятий критиками, які розхвалювали вокал співачки, але назвали реліз «безпечним і не дуже винахідливим». Вони високо оцінили такі композиції як «Salvation» та «Please Don't Say You Love Me» — другий сингл альбому, який є кавер-версією на пісню групи Mumford & Sons.
Комерційний успіх
«English Rain» мав комерційний успіх і зумів посісти друге місце у Великій Британії, спочатку розійшовшись тиражем в 35 000 копій. Згодом альбом опустився з сьомого на дев'яте місце в чартах. На міжнародному рівні альбом мав помірний успіх досягнувши 11 місця в Ірландії 19 травня, 22 місця в Австралії, 55 місця в Бельгії і 39 місця в Новій Зеландії.
23 липня 2013 року на своїй сторінці в Facebook Аплін повідомила про те, що"English Rain" отримав статус «золотого» альбому і розійшовся тиражем в 100 000 копій.

## Сингли
- 9 листопада 2012 року вийшов перший і головний сингл з майбутнього альбому «The Power of Love», який став саундтреком для різдвяної реклами мережі універмагів «Джонні Льюїс». Пісня була добре сприйнята критиками й мала комерційний успіх, досягши 36 місця в UK Singles Chart, але пізніше, 9 грудня 2012 року, пісня досягла першого місця у чарті й отримала статус «золотої» у Великій Британії 11 січня 2013 року.

- 10 лютого 2013 року вийшов другий сингл «Please don't Say You Love Me», що став першим записом співачки на лейблі Parlophone. Через тиждень, 16 лютого, композиція досягла 6 місця в UK Singles Chart. У прямому ефірі радіостанції Radio 1 Chart Show 17 лютого Аплін оголосила про те, що її третім синглом стане пісня «Panic Cord». Спочатку вона ввійшла до мініальбому «Never Fade» і була опублікована у вигляді синглу 5 травня 2013 року, посівши 19 місце в UK Singles Chart.[9]
- Четвертим синглом альбому стала пісня «Home». Знімання відеокліпу до пісні почали 20 травня 2013 року. Прем'єра відео відбулася 9 червня. Сингл досяг 48 місця у Великій Британії. Також ця пісня прозвучала в дев'ятому епізоді серіалу «Вентворт».
- 12 січня 2014 року вийшов п'ятий сингл «Salvation». Прем'єра музичного відео до цієї пісні відбулася ще 3 грудня 2013 року.[10]

## Список композицій
| English Rain | English Rain                   | English Rain                                | English Rain |
| #            | Назва                          | Автор                                       | Тривалість   |
| ------------ | ------------------------------ | ------------------------------------------- | ------------ |
| 1.           | «Panic Cord»                   | Габріель Аплін Ніколас Аткінсон Джез Ажурст | 3:25         |
| 2.           | «Keep on Walking»              | Аплін Аткінсон                              | 2:52         |
| 3.           | «Please Don't Say You Love Me» | Аплін Аткінсон                              | 3:00         |
| 4.           | «How Do You Feel Today?»       | Аплін Аткінсон Томас Уайлдінг               | 3:46         |
| 5.           | «Home»                         | Аплін Аткінсон                              | 4:07         |
| 6.           | «Salvation»                    | Аплін Джоел Потт                            | 4:10         |
| 7.           | «Ready to Question»            | Аплін Аткінсон Уайлдінг                     | 3:18         |
| 8.           | «The Power of Love»            | Пітер Гілл Холлі Джонсон Марк O'Тул         | 4:06         |
| 9.           | «Alive»                        | Аплін Майк Спенсер                          | 4:11         |
| 10.          | «Human»                        | Аплін Аткінсон Уайлдінг                     | 3:26         |
| 11.          | «November»                     | Аплін Аткінсон                              | 4:06         |
| 12.          | «Start of Time»                | Аплін Джим Ірвин Джуліан Емері              | 4:01         |
| 44:28        |                                |                                             |              |

| Бонус-трек iTunes | Бонус-трек iTunes | Бонус-трек iTunes | Бонус-трек iTunes |
| #                 | Назва             | Автор             | Тривалість        |
| ----------------- | ----------------- | ----------------- | ----------------- |
| 13.               | «Take Me Away»    | Аплін             | 2:53              |

| Бонус-треки Deluxe Edition | Бонус-треки Deluxe Edition                   | Бонус-треки Deluxe Edition | Бонус-треки Deluxe Edition |
| #                          | Назва                                        | Автор                      | Тривалість                 |
| -------------------------- | -------------------------------------------- | -------------------------- | -------------------------- |
| 13.                        | «Take Me Away»                               | Аплін                      | 2:53                       |
| 14.                        | «Evaporate»                                  | Аплін Адам Аргайл          | 3:32                       |
| 15.                        | «Wake Up with Me»                            | Аплін Ієн Арчер            | 3:26                       |
| 16.                        | «Alive» (RAK Session)                        | Аплін Спенсер              | 4:08                       |
| 17.                        | «Please Don't Say You Love Me» (RAK Session) | Аплін Аткінсон             | 3:00                       |
| 18.                        | «Home» (RAK Session)                         | Аплін Аткінсон             | 4:09                       |
| 19.                        | «How Do You Feel Today» (RAK Session)        | Аплін Аткінсон Уайлдінг    | 3:57                       |

| Бонус-треки японського Deluxe Edition | Бонус-треки японського Deluxe Edition         | Бонус-треки японського Deluxe Edition | Бонус-треки японського Deluxe Edition |
| #                                     | Назва                                         | Автор                                 | Тривалість                            |
| ------------------------------------- | --------------------------------------------- | ------------------------------------- | ------------------------------------- |
| 12.                                   | «Through the Ages»                            | Ayaka                                 | 5:01                                  |
| 13.                                   | «Start of Time»                               | Аплін Ірвин Емері                     | 3:59                                  |
| 14.                                   | «Take Me Away»                                | Аплін                                 | 2:52                                  |
| 15.                                   | «Stranger Side» (Live at KOKO)                | Аплін Арчер                           | 2:54                                  |
| 16.                                   | «How Do You Feel Today?» (Live at KOKO)       | Аплін Аткінсон Уайлдінг               | 3:47                                  |
| 17.                                   | «Go Your Own Way» (Live at KOKO)              | Ліндсі Бекінгем                       | 3:39                                  |
| 18.                                   | «Please Don't Say You Love Me» (Live at KOKO) | Аплін Аткінсон                        | 3:19                                  |

## Чарти

### Щотижневі чарти
| Чарт (2013—2014)                  | Найвища позиція |
| --------------------------------- | --------------- |
| Австралія (ARIA)                  | 10              |
| Бельгія (Ultratop Flanders)       | 55              |
| Бельгія (Ultratop Wallonia)       | 107             |
| Ірландія (IRMA)                   | 11              |
| Нова Зеландія (Recorded Music NZ) | 39              |
| Шотландія (OCC)                   | 2               |
| Іспанія (PROMUSICAE)              | 33              |
| Швейцарія (Schweizer Hitparade)   | 95              |
| Великобританія (OCC)              | 2               |

#### Підсумковий чарт
| Чарт (2014)      | Позиція |
| ---------------- | ------- |
| Австралія (ARIA) | 61      |

## Сертифікації
| Країна                                          | Сертифікація | Продаж   |
| ----------------------------------------------- | ------------ | -------- |
| Австралія (ARIA)                                | Золотий      | 35 000^  |
| Велика Британія (BPI)                           | Золотий      | 100 000^ |
| ^дані про партії засновані лише на сертифікації |              |          |

## Історія виходу
| Країна          | Дата           | Формат                         | Лейбл      |
| --------------- | -------------- | ------------------------------ | ---------- |
| Австралія       | 17 травня 2013 | Цифрова дистрибуція, CD, вініл | Parlophone |
| Велика Британія | 13 травня 2013 | Цифрова дистрибуція, CD, вініл | Parlophone |